# Lubuk Alung (plaats)
Lubuk Alung is een bestuurslaag in het regentschap Padang Pariaman van de provincie West-Sumatra, Indonesië. Lubuk Alung telt 42.614 inwoners (volkstelling 2010).